# Округ Ферфилд (Конектикат)
Округ Ферфилд (енгл. Fairfield County) је округ у америчкој савезној држави Конектикат.

## Демографија
По попису из 2010. године број становника је 916.829, што је 34.262 (3,9%) становника више него 2000. године.
| Група             | 2000.           | 2010.           |
| Белци             | 645.152 (73,1%) | 606.716 (66,2%) |
| Афроамериканци    | 88.362 (10,0%)  | 99.317 (10,8%)  |
| Азијати           | 28.689 (3,3%)   | 42.284 (4,6%)   |
| Хиспаноамериканци | 104.835 (11,9%) | 155.025 (16,9%) |
| Укупно            | 882.567         | 916.829         |